# Save the Snail
Save the Snail est un jeu pour téléphones mobiles, tablettes et navigateurs web par Alda Games. Il est créé dans le moteur universel Unity et peut être téléchargé gratuitement pour Android et iOS. Il présente des graphiques dessinés à la main et des tâches logiques basées sur les lois de la physique.

## Jouabilité
Dans chacun des 24 niveaux, la tâche du joueur est de cacher l'escargot (ou les escargots) du désastre imminent d'un rayon de soleil tranchant ou de chutes de pierres. Le joueur dispose d'un nombre prédéterminé de certains objets à jeter sur la carte pour créer un abri, ou pour forcer les escargots à entrer dans l'abri sans le savoir. Le comportement de tous les objets est soumis à des lois physiques qui garantissent que le moindre changement dans le placement des objets lancés déclenche une réaction réaliste et différente.
Un défi secondaire consiste à collecter des étoiles, qui servent aussi un peu de guide pour savoir comment jouer correctement le niveau. Il y a, bien sûr, plusieurs façons différentes de sauver les escargots, ce qui garantit une grande rejouabilité.

## Développement
Le jeu est sorti sur iOS en juin 2013 et a été suivi peu après par une version Android. Il est en cours de développement depuis avril 2013.

## Acceptation
Le jeu a été très bien accueilli par les critiques et le public dès sa sortie. Les graphismes dessinés à la main et les énigmes physiques du jeu ont été les plus positivement accueillis. La note moyenne sur iTunes est de 4+ étoiles sur 5. La note moyenne sur Google Play est de 4,3 étoiles sur 5 ans après plus de 1000 commentaires. 